# Interludium (Album)
Interludium ist ein Album der deutschen Power-Metal-Band Powerwolf. Es wurde am 7. April 2023 bei Napalm Records veröffentlicht.

## Hintergrund
Das Album ist kein offizielles Studioalbum, sondern eine Mischung aus Studioalbum und Kompilation (Interludium = Zwischenspiel). Es wurde von der Band als "Special-Album" herausgebracht. Es enthält sechs neue sowie einige rare Titel, darunter die Single Sainted by the Storm, die bereits im Frühjahr 2022 erschien und auf positive Reaktionen stieß. Das Album wurde mit Joost van den Broek aufgenommen.

## Titelliste
Alle Titel wurden von Powerwolf geschrieben.
| No.         | Titel                       | Länge |
| ----------- | --------------------------- | ----- |
| 1.          | Wolves of War               | 3:58  |
| 2.          | Sainted by the Storm        | 3:44  |
| 3.          | No Prayer at Midnight       | 3:41  |
| 4.          | My Will Be Done             | 3:42  |
| 5.          | Altars on Fire              | 3:48  |
| 6.          | Wolfborn                    | 3:14  |
| 7.          | Stronger Than the Sacrament | 3:35  |
| 8.          | Living on a Nightmare       | 3:52  |
| 9.          | Midnight Madonna            | 3:33  |
| 10.         | Bête du Gévaudan            | 3:31  |
| Gesamtlänge | Gesamtlänge                 | 36:38 |

Anmerkungen
- Titel 7 wurde bereits auf der EP Wolfsnächte 2015 veröffentlicht.
- Titel 8 wurde bereits auf der EP Wolfsnächte 2012 veröffentlicht.
- Titel 9 wurde bereits 2018 auf der limitierten Earbook-Ausgabe von The Sacrament of Sin veröffentlicht.
- Titel 10 wurde bereits 2021 auf Englisch auf dem Album Call of the Wild veröffentlicht.

| No.         | Titel                                               | Länge |
| ----------- | --------------------------------------------------- | ----- |
| 1.          | Werewolves of Armenia (feat. Wind Rose)             | 6:17  |
| 2.          | Reverent of Rats (feat. Mystic Prophecy)            | 2:56  |
| 3.          | Dancing with the Dead (feat. Annisokay)             | 3:47  |
| 4.          | Call of the Wild (feat. Rage)                       | 3:34  |
| 5.          | Venom of Venus (feat. Ad Infinitum)                 | 3:18  |
| 6.          | Stossgebet (feat. Eisbrecher)                       | 3:54  |
| 7.          | Fire & Forgive (feat. Electric Callboy)             | 4:08  |
| 8.          | Armata Strigoi (feat. Warkings)                     | 4:15  |
| 9.          | We Are the Wild (feat. Lord of the Lost)            | 3:35  |
| 10.         | Night of the Werewolves (feat. Unleash the Archers) | 4:18  |
| Gesamtlänge | Gesamtlänge                                         | 40:02 |

Anmerkungen
- Titel 6 wurde 2020 auf Eisbrechers Album Schicksalsmelodien veröffentlicht.
- Titel 8 wurde 2022 auf dem Warkings-Album Morgana veröffentlicht.

| No.          | Titel                                      | Länge |
| ------------ | ------------------------------------------ | ----- |
| 1.           | Wolves of War (orchestral version)         | 3:58  |
| 2.           | Sainted by the Storm (orchestral version)  | 3:46  |
| 3.           | No Prayer at Midnight (orchestral version) | 3:40  |
| 4.           | My Will Be Done (orchestral version)       | 3:42  |
| 5.           | Altars on Fire (orchestral version)        | 3:47  |
| 6.           | Wolfborn (orchestral version)              | 3:12  |
| 7.           | Midnight Madonna (orchestral version)      | 3:28  |
| 8.           | Bête du Gévaudan (orchestral version)      | 3:33  |
| Gesamtlänge: | Gesamtlänge:                               | 29:06 |

## Rezeption

### Rezensionen
David E. Gehlke von Blabbermouth.net gab dem Album 7 von 10 Punkten und schrieb: „Interludium ist eine hochwertige, würdige Ergänzung zu Powerwolfs wachsender Diskografie, aber Kompilation hin oder her, es zeigt, dass Power-Metal-Bands kein Risiko mehr eingehen. Und angesichts des kontinuierlichen Aufstiegs von Powerwolf in den internationalen Metal-Rängen wäre es sowieso dumm, etwas anderes auszuprobieren.“
Metal Injection bewertete das Album mit 7,5 von 10 Punkten und erklärte: „Gefüllt mit der üblichen Mischung aus ansteckenden Hooks und großer Werwolf-Energie, die Powerwolf verkörpern, ist es fast unmöglich, Interludium ohne ein breites Lächeln im Gesicht anzuhören. Es übernimmt voll und ganz die Verantwortung für seinen Status und liefert einige fleischige Brocken guter Powerwolf-Sachen, die diejenigen begeistern werden, die genau wissen, worauf sie sich hier einlassen. Dies ist zweifellos eine Veröffentlichung für die Fans, aber die Fans werden sie absolut lieben.“

### Chartplatzierungen
| ChartsChartplatzierungen | Höchstplatzierung | Wochen |
| ------------------------ | ----------------- | ------ |
| Deutschland (GfK)        | 3 (4 Wo.)         | 4      |
| Österreich (Ö3)          | 6 (2 Wo.)         | 2      |
| Schweiz (IFPI)           | 5 (2 Wo.)         | 2      |